# Kanton Marcillac-Vallon
Kanton Marcillac-Vallon (francouzsky Canton de Marcillac-Vallon) je francouzský kanton v departementu Aveyron v regionu Midi-Pyrénées. Tvoří ho 10 obcí.

## Obce kantonu
- Balsac
- Clairvaux-d'Aveyron
- Marcillac-Vallon
- Mouret
- Muret-le-Château
- Nauviale
- Pruines
- Saint-Christophe-Vallon
- Salles-la-Source
- Valady